# Ålidhem

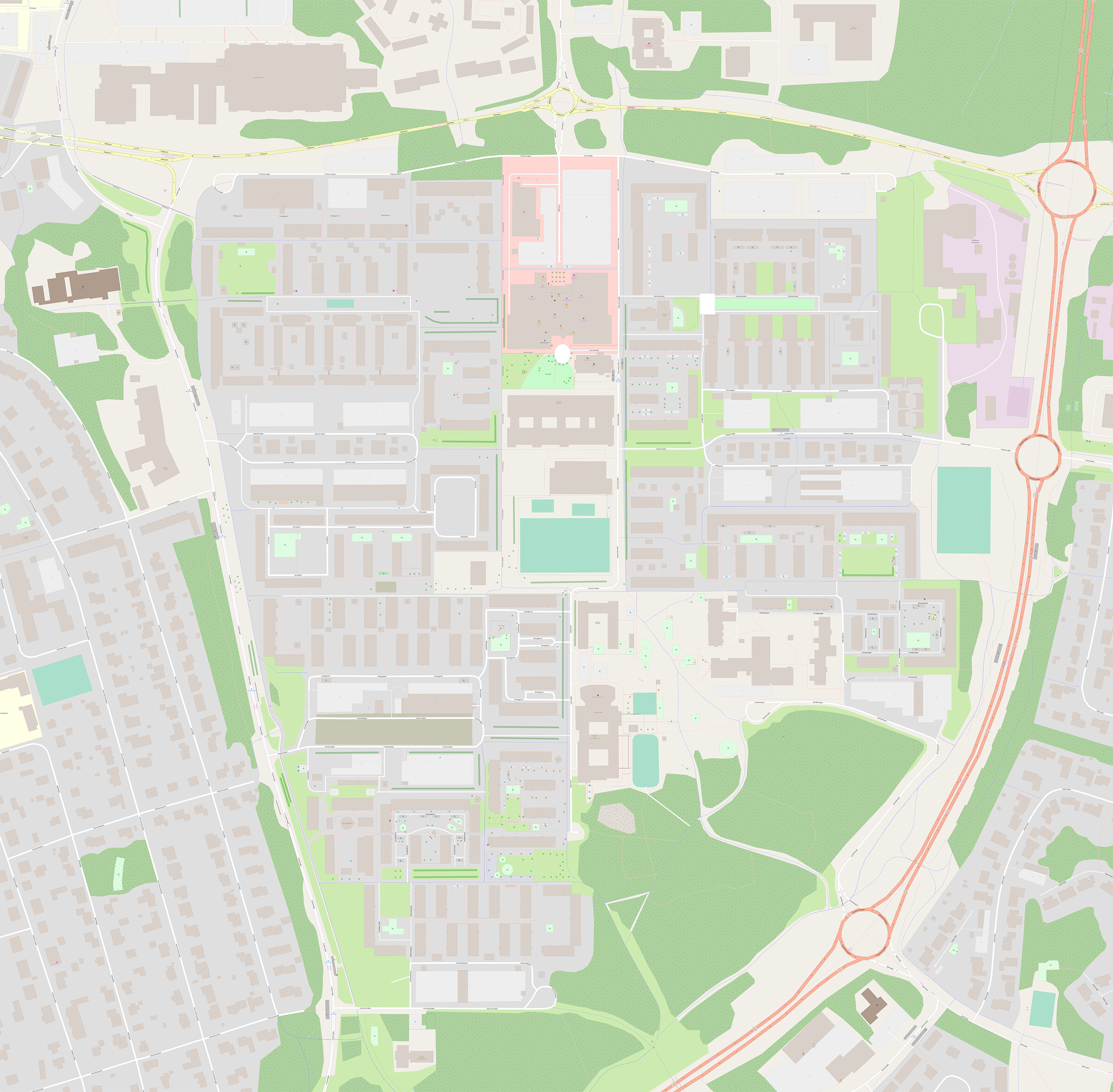
Ålidhem, plankarta.

Ålidhem (uttalas [ålidhémm]) är en stadsdel i sydöstra Umeå. Stadsdelen ligger cirka tre kilometer från centrala Umeå och en kilometer från såväl Umeå universitet som Norrlands universitetssjukhus. Ålidhem gränsar i väst till stadsdelarna Ålidbacken och Sofiehem, i norr till stadsdelen Ålidhöjd, i sydost mot stadsdelen Carlshem, och i öst mot bostadsområdet Carlslid – där gränsen utgörs av Kolbäcksvägen, som sedan 2012 är E4:ns sträckning genom Umeå. Huvuddelen av stadsdelens bebyggelse utgörs av flerbostadshus med hyresrätter, studentlägenheter och bostadsrätter uppförda som en del av miljonprogrammet mellan 1965 och 1972. Vid stadsdelens norra entré ligger köpcentrumet Ålidhems centrum och kulturhuset Klossen. Strax söder om kulturhuset ligger den Norra Ålidhemsskolan och i anslutning till skolan finns fotbollsplanen Ålidhem Arena.

## Historik
Namnet Ålidhem har sitt ursprung i sammansättningen av begreppen för ett vattendrag, å, och en backe eller bergsluttning, lid och beskriver relationen mellan Umeälven och landskapets kupering. När laga skiftet ägde rum 1885 fanns på platsen för den nuvarande stadsdelen endast tre soldattorp samt några fäbodar och kvarnar. I övrigt bestod landskapet av betes- och myrmark. Årtiondet efter stadsbranden i Umeå 1888 tillkom ett antal industrier – ett tegelbruk, en terpentin- och tjärfabrik samt två sågverk – längs älvstranden öster om centrum med syfte att försörja stadens återuppbyggnad. 1903 påbörjades även byggnationen av ett nytt lasarett norr om det område som kallades Ålidbacken. Gradvis utvecklades i samband med detta bostads- och näringsområden på Ålidbacken och vidare i sydost längs älvstranden. Från 1920-talet växte stadsdelen Sofiehem fram med egna hem och arbetarbostäder. I december 1960 antog stadsfullmäktige en stadsplan för det i stort sett obebyggda Ålidhem, öst om Ålidbacken och norr om Sofiehem. I planen angavs ambitionen att uppföra 150 villor och 45 radhus. Under våren 1961 fick Umeå kommun emellertid ett förhandsbesked om regeringens ambitioner att 1963 föreslå etableringen av ett universitet på orten. Den 16 maj 1961 valde därför byggnadsnämnden att återkalla planen för att istället påbörja planeringen för storskalig bostadsförsörjning.

### Ålidhemskravallerna 1977
I mitten av 1970-talet var Ålidhem i stort sett färdigbyggt enligt planerna – med undantag för den högstadieskola som skulle byggas mitt i området, just söder om Ålidhems centrum. När röjningsarbetet i den lilla skogsdungen på platsen inleddes den 23 mars 1977 uppstod konflikter mellan skogsarbetarna och områdets barn. Alltfler människor samlades på platsen, både barn och vuxna, och en ockupation inleddes och varade i två veckor tills byggnadsföretaget med hjälp av ett hundratal poliser kunde inhägna hela skogsområdet. Ett trettiotal personer greps, men släpptes kort därpå.
En protestdemonstration samlade 2000 personer, och nästan lika många slöt upp till stormöte i kårhuset Universum, där lokalpolitiker ställdes till svars. Händelserna väckte nationellt intresse under beteckningen "Ålidhemskravallerna". Trots protesterna byggdes skolan som invigdes 1978 under namnet Ålidhemsskolan.

### Storbranden på Geografigränd 2A–2J 2008
Den 24 december 2008 larmades räddningstjänsten till en köksbrand i en lägenhet på Geografigränd belägen på södra Ålidhem. Brandförsvaret släckte branden och utförde en grundlig efterkontroll för att försäkra sig om att ingen glöd fanns kvar. Drygt sju timmar senare blossade dock branden upp på nytt. Elden hade sakta spridit sig via vindsutrymmet till hela fastigheten som bestod av tre lamellhus med fyra våningsplan, sammanbyggda i u-form. Hela fastigheten utrymdes och inga personer kom till fysisk skada.
Totalt skadades 71 lägenheter och över 200 hyresgäster blev hemlösa. Branden betecknas som den mest omfattande branden i Umeå sedan stadsbranden 1888. 
I slutet av februari 2009 kom AB Bostaden överens med försäkringsbolaget Trygg-Hansa om att riva de tre eldhärjade husen på Geografigränd. År 2011 byggdes på tomten fyra hus med tre till fem våningar och sammanlagt 137 lägenheter.

## Samhället

### Stadsplanering och bebyggelsekaraktär
Arbetet med en ny stadsplan för det då i princip obebyggda Ålidhem påbörjades 1961 i och med förhandsbeskedet om universitetets förestående etablering. Det skedde under ledning av dåvarande stadsarkitekten Hans Åkerlind. 1962 anlitades arkitektkontoret ELLT för att fördjupa planen som antogs av stadsfullmäktige i maj 1964. Ålidhem planerades för 3 500 studenter och 5 000 övriga invånare. Idén var att stadsdelen skulle ha hög stadsmässig karaktär med tät bebyggelse, ordnade innergårdar och få spillytor. Området delades in i fem bostadsenklaver vars hus skulle orienteras enligt ett rätvinkligt rutnät från norr till söder samt från öster till väster. Bebyggelsen skulle företrädesvis bestå av lamellhus i en till fyra våningsplan för maximala ljusinsläpp, placerade i gårdsformationer med fasader i rött tegel. Hans Åkerlind inspirerades till materialvalet vid en studieresa till den italienska småstaden Siena i slutet av 1940-talet. De två enklaverna i Ålidhems norra del, som vetter mot det parallellt planerade universitetet, tillägnades studentbostäder i SUSB:s regi medan den tre övriga i den södra och östra delen planerades för ett antal kvarter med allmännyttiga hyresrätter i Stiftelsen Bostadens ägo samt en mindre andel med av HSB och Riksbyggen förvaltade bostadsrätter. Offentliga verksamheter såsom låg- och mellanstadium, högstadium, idrottshall och föreningshus samt handel i form av en galleria planerades i ett långsmalt stråk från norr till söder längs områdets mitt. Daghem planerades till sju punkter mellan de olika bostadsgränderna. En central aspekt var att stadsdelen skulle ha fullständig trafikdifferentiering – bilvägar och parkeringar i två våningars parkeringshus skulle förläggas i bostadsbebyggelsens ytterkanter så att man inom området kunde gå och cykla utan att komma i kontakt med trafiken. Stadsplanen kom i vissa avseenden att kompromissas i utförandet, delvis på grund av att projektet hamnade efter tidsplanen. Bebyggelsen som uppfördes mellan 1965 och 1972 lämnade just fler oplanerade spillytor och de föreslagna parkeringshusen ersattes, vid sidan av det första området på Pedagoggränd, av större öppna parkeringsplatser. Utemiljöerna fick betydligt lägre kvalitéer än avsett, vilket 1977 gav upphov till en större konflikt kring en skogsdunge i stadsdelens mitt. 
Stadsdelens gator och kvarter är namngivna med anspelning på närheten till universitetet. Bilvägarna heter i övrigt väg, de mellan 1965 och 1972 byggda bostadskvarteren gränd och cykelvägarna stråk. Daghem, parker och liknande är ursprungligen namngivna med anknytning till gatu- eller kvartersnamnet, såsom förskolan Tanden på Odontologstråket. Detta system har dock över tid allt mer gått förlorat, exempelvis genom att bostäder vid förtätning tillförts på väg-adresser. På 1990-talet genomgick stadsdelen stora renoveringar. I studentbestånden tillfördes på en stor del av fastigheterna ytterligare ett våningsplan i avvikande material, och i den ena bostadsrättsföreningen, Biologigränd, tillfördes också ett våningsplan samtidigt som balkongerna glasades in. I början av 2000-talet byggdes nio punkthus i sex våningsplan vid bilinfarterna på Laboratorvägen och Magistervägen vilket innebar ett tydligt brott med stadsdelens övriga bebyggelsekaraktär. På 2010-talet har ytterligare en rad projekt för förtätning planerats och delvis genomförts i olika delar av stadsdelen.

### Ålidhems centrum
De två första delar som byggdes på Ålidhem var studentlägenheter- och korridorsboenden på Pedagoggränd och Stipendiegränd längst i norr – närmast sjukhuset och universitetet. Ålidhems centrum uppfördes av allmännyttiga Stiftelsen Bostaden mellan dessa gränder i början av 1970-talet som en nordlig entré till stadsdelen. Den ursprungliga huvuddelen bestod vid sidan av ett lamellhus i fyra våningsplan för kontor samt av en galleria med matvarubutikerna Konsum och Ica, ett stadsdelsbibliotek, postkontor, bank, kiosk, konditori m.m. Utrymmet mellan butikerna bildade ett inomhustorg som tidvis användes som dansbana. Under 1970-talet etablerades i källaren en krog med namnet Krogen Krogen, vars funktionella namngivning kompletterades av en korvkiosk på markplan kallad Korven Korven.  
Centrumfastigheten byggdes senare ut i omgångar. På den norra sidan finns två flyglar i ett våningsplan tillbyggda i mitten av 1980-talet för butiks- och servicelokaler. 1997 byggdes inomhustorget igen ytterligare med en större rundel uppdelad i tre butikslokaler över torgets mitt. 1998 sålde AB Bostaden hela centrumfastigheten till fastighetsbolaget Norrporten som i sin tur sålde den vidare till Diös 2016. Biblioteket flyttade vidare 1978 till den då färdigställda Ålidhemsskolan och ersattes av Arbetsförmedlingen som i sin tur flyttade ut 1994. Post- och bankkontoren försvann i och med de allmänna rationaliseringarna av dessa institutioner kring millennieskiftet. Kontorsfastigheten har gradvis omvandlats till bostäder. 2008 uppförde dagligvaruföretaget Lidl en butikslokal på parkeringen vid entrén till Ålidhems centrum. Etableringen kritiserades bland annat av Ålidhems intresseförening och överklagades av Vänsterpartiets gruppledare i kommunfullmäktige. Lokalen kom sedan på grund av logistikproblem att stå öde från uppförandet 2008 till november 2013 då företaget öppnade butiken. 
2018 fanns på Ålidhems centrum Ica och Coop Konsum, Fritidsbanken, ett apotek, två kiosker, sex restauranger, en nattklubb, en frisör, en biljardhall, en privat tandläkarklinik samt Dalkarså Folkhögskola.

### Ålidhemskyrkan
Ålidhemskyrkan ingick i stadsplanen för Ålidhem 1964 och uppfördes enligt plan – efter en arkitekttävling – år 1973 strax utanför stadsdelens västra gräns, Studentvägen. Kyrkan är inpassad mellan berghällar och tallar i ett kuperat skogsparti mellan Sofiehem, Ålidbacken och Ålidhem. Byggnaden är ritad av arkitekten Carl Nyrén i klossform, med platt tak och fasad i faluröd stående träpanel. Kyrkorummet är i furu, tämligen asketiskt men luftigt och ljust tack vare söderväggens asymmetriskt placerade fönster. Framför kyrkan finns en bruntjärad klockstapel ritad av Sören Thurell. Kyrkan fick 1980 en tillbyggnad och är sedan 1990 förklarad som kyrkligt kulturminne.

### Norra Ålidhemsskolan
Norra Ålidhemsskolan är det nuvarande namnet på en skolbyggnad uppförd 1978 intill Ålidhems centrum. Byggnaden huserar familjecentral samt evakueringsplacering vid renovering av andra skolor och förskolor i kommunen. Byggnadens nedre del är klädd i mörkbrunt tegel, och den övre i blått trä. På den norra sidan, som vetter mot Ålidhems centrum och Kulturhuset Klossen, är träfasaden också klädd med vita moln. Förutom huvudbyggnaden finns på andra sidan skolgården till söder även en gymnastiksal, i folkmun kallad Ålidhemshallen. Skolans tillkomst, ursprungligen som högstadium, var föremål för stor debatt då många boende ville bevara en skogsdunge som lämnats på platsen och istället låta skolan byggas i anslutning till låg- och mellanstadieskolan i stadsdelen som då hette Ålidhemsskolan. När högstadieskolan byggdes övertog den namnet Ålidhemsskolan, samtidigt som låg- och mellanstadieskolan döptes om till Kolbäcksskolan. Mellan 1978 och 2010 huserade förutom högstadiet även stadsdelsbiblioteket i byggnaden. 2005 beslutade kommunen att, inte olikt önskemålet från boende 1977, bygga om Kolbäcksskolan till en F-9 skola. Biblioteket och fritidsgården skulle också integreras i och med renoveringen. Den ombyggda Kolbäcksskolan öppnade 2010 under samlingsepitetet Ålidhems kultur- och resurscentrum innehållandes Ålidhemsbiblioteket, Ålidhems fritidsgård samt en F-9 skola som då tog över namnet Ålidhemsskolan. Skolbyggnaden från 1978 invid Ålidhems centrum kom under några år därefter att stå öde. 2014 beslutade Umeå kommun att renovera fastigheten för att fungera som evakueringslokal vid renoveringar av andra förskolor och skolor i kommunen. En familjecentral skulle också skapas i bibliotekets gamla lokaler genom att mödravårdscentral och barnavårdscentral flyttades från Ålidhems vårdcentral samt att öppen förskola flyttade från före detta Ålidhems fritidsgård. Den renoverade byggnaden, som interiört gjorts markant mycket ljusare, öppnade för de planerade verksamheterna 2016. Skolan gavs då det nya namnet Norra Ålidhemsskolan.

### Ålidhems kultur- och resurscentrum
På Ålidhems kultur- och resurscentrum finns en F-9 skola, stadsdelsbibliotek samt fritidsgård. Byggnaden, som ligger på södra Ålidhem i anslutning till Biologigränd och Geografigränd, uppfördes ursprungligen 1971 som låg- och mellanstadieskola. Den hette Ålidhemsskolan fram till 1978, då det nybyggda högstadiet vid Ålidhems centrum övertog namnet, varpå låg- och mellanstadieskolan istället namngavs som Kolbäcksskolan. Namnet anspelar på den bäck, Kolbäcken, som rinner mellan Umeälven och Nydalasjön och ligger kulverterad under Ålidhem sedan stadsdelens uppförande. År 2000 gick alla skolans 230 elever ut i en strejk mot besparingskrav och ökande storlek på barngrupper. 2005 beslutade Umeå kommun att renovera byggnaden till en F-9 skola med integrerat stadsdelsbibliotek och fritidsgård. Arkitektkontoret Arkinova anlitades att rita om- och tillbyggnationerna. I samband med detta fick byggnaden en ny fasad i klarröd putsad sten. Mot norr, där biblioteket huserar, har fastigheten en högre inglasad fasad. Innanför huvudentrén finns ett mindre inomhustorg, med plats för ett kafé, samt entréer till biblioteket åt vänster, in till skollokalerna rakt fram, samt till fritidsgården åt höger. När den renoverade byggnaden invigdes 2010 övertog F-9 skolan åter namnet Ålidhemsskolan från det i samma plan flyttade högstadiet. Skolverksamheten har därefter åter bytt namn och heter sedan 2017 istället Södra Ålidhemsskolan. 

### Kulturhuset Klossen
I början av 1970-talet uppförde Stiftelsen Bostaden en fastighet mittemot Ålidhems centrums södra entré för ändamålet att vara ett Folkets hus. Umeå kommun kom sedan att hyra lokalerna för att delas mellan Ålidhems Folkets hus-förening med underliggande hyresgäster samt den kommunala fritidsgården i stadsdelen. I början av 1990-talet minskade kulturnämnden drastiskt stödet till Folkets hus-föreningen samtidigt som man sade upp helhetskontraktet med stiftelsen. Kommunen kom därefter att hyra delar av ytan under vissa tider samtidigt som olika fritids- och kulturaktörer tecknade egna hyreskontrakt med fastighetsägaren. Under 1990- och 2000-talen omtalades byggnaden som Ålidhems fritidsgård eller Ålidhemsgården utifrån dess dominerande position i byggnaden. Vid sidan av fritidsgård fanns i fastigheten under perioden kommunal korttidsvistelse och öppen förskola.  
De kommunala verksamheterna ställdes återkommande inför nedskärningar och nedläggningsplaner. Inför en planerad renovering av dåvarande Kolbäcksskolan till en F-9 skola beslutades år 2005 att fritidsgårdsverksamheten skulle flyttas och integreras med skolan, vilket genomfördes i och med dess invigning 2010. I samband med denna process genomförde AB Bostaden hösten 2009 en kampanj med syfte att utforska vilken typ av verksamhet boende i stadsdelen önskade i lokalen framgent. Det tydligaste önskemålet var att byggnaden skulle fungera som ett kulturhus. Utifrån detta ansökte Studiefrämjandet år 2010 att hyra lokalerna för att realisera önskemålet. Den kommunala korttidsverksamheten, öppen förskola samt den sedan länge huserande karateklubben var parallellt kvar.  
I Studiefrämjandets regi gavs byggnaden namnet Kulturhuset Klossen, som invigdes i juni 2010. 2016 flyttade öppen förskola till andra lokaler inom ramarna för den nya familjecentralen som då invigdes i Norra Ålidhemsskolan. Under 2017–2018 genomgick lokalerna omfattande renoveringar efter vilka Studiefrämjandet flyttade sitt huvudkontor för Umeåregionen till byggnaden. 2018 fanns vid sidan av Studiefrämjandets verksamheter bland andra Skuggteatern, Grotteatern, Ingen Människa är Illegal, Förbundet allt åt alla, Sverok, Naturskyddsföreningen och Iranska Föreningen i huset. 

### Ålidhems värmeverk
Ålidhems värmeverk är ett kraftvärmeverk för avfallsförbränning uppfört 1967–1970 i stadsdelens nordöstra hörn som drivs av kommunala Umeå energi. Den höga ljusbruna skorstenen liksom fastighetens övriga ursprungliga delar, ritade av arkitekten Vera Spartalj, utgör ett tydligt landmärke i stadsdelen. Fasaden har utnämnts till nordens största betongkonstverk. Dess mest iögonfallande beståndsdel utgörs av en utskjutande båge i betong ritad 1967–1968 av konstnären Einar Höste, betitlad Utskjutande plan. Tillsammans med en betongskulptur i Kungsträdgården i Stockholm är verket det enda svenska konstverk som finns representerat i den internationella praktboken "Beton dans l'art contemporaire". Även konstnären Lars Englund har bidragit till anläggningens utsmyckning. Sedan tillkomsten av Dåva kraftvärmeverk eldas inget avfall i Ålidhemsverket utan enbart biobränsle.

## Kommunikationer
Ålidhem trafikeras av fyra reguljära busslinjer inom Umeå lokaltrafik. Linje 5, 8 och 75  passerar bland annat Ålidhems centrum. Linje 9 har tre hållplatser längs Studentvägen som avgränsar Ålidhem i väst till stadsdelen Sofiehem. Länsbussarnas linje 179 stannar också vid Ålidhems centrum. Längs Naturvetarstråket, strax norr om Ålidhems centrum, finns också en hållplats för anslutningsbuss till Umeå hamn med tidtabell knuten till färjeavgångarna mot Vasa, Finland.

## Politik

### Valdistrikt
Stadsdelen Ålidhem är indelad i tre valdistrikt: Ålidhem Södra, Ålidhem Östra och Ålidhem Västra. I kommunalvalet 2018 var 4 638 personer röstberättigade. Av de röstberättigade valde 72 procent av ålidhemsborna att rösta i kommunalvalet, att jämföra med valdeltagandet i hela kommunen som landade på 87 procent. Valdeltagandet på Ålidhem låg därmed under riksgenomsnittet.

### Röstfördelning mellan partierna
Under 2000-talet har en majoritet av de Ålidhemsbor som deltagit i Umeå kommuns kommunalval röstat på partier till vänster. I valet 2018 röstade drygt 70 procent på röda, gröna eller rosa partier. Det parti flest ålidhemsbor röstade på var Vänsterpartiet, följt av Socialdemokraterna, Miljöpartiet och Moderaterna. I tabellen nedan ges en grafisk presentation av den viktade procentuella röstfördelningen för Ålidhems tre valdistrikt från valet 2002 till och med valet 2018.
| Valår | AP | V | S | MP | FI | C | FP | KD | M | SD |
| ----- | -- | - | - | -- | -- | - | -- | -- | - | -- |

| 7 | 20 | 31 | 12 | 6 | 13 | 4 | 8 |

| 7 | 15 | 30 | 17 | 8 | 9 | 4 | 10 |

| 6 | 20 | 31 | 18 | 4 | 5 | 3 | 13 |

| 5 | 20 | 25 | 15 | 9 | 4 | 4 | 3 | 11 |  |

| 5 | 28 | 24 | 10 | 4 | 7 | 4 | 3 | 10 | 4 |

## Bilder

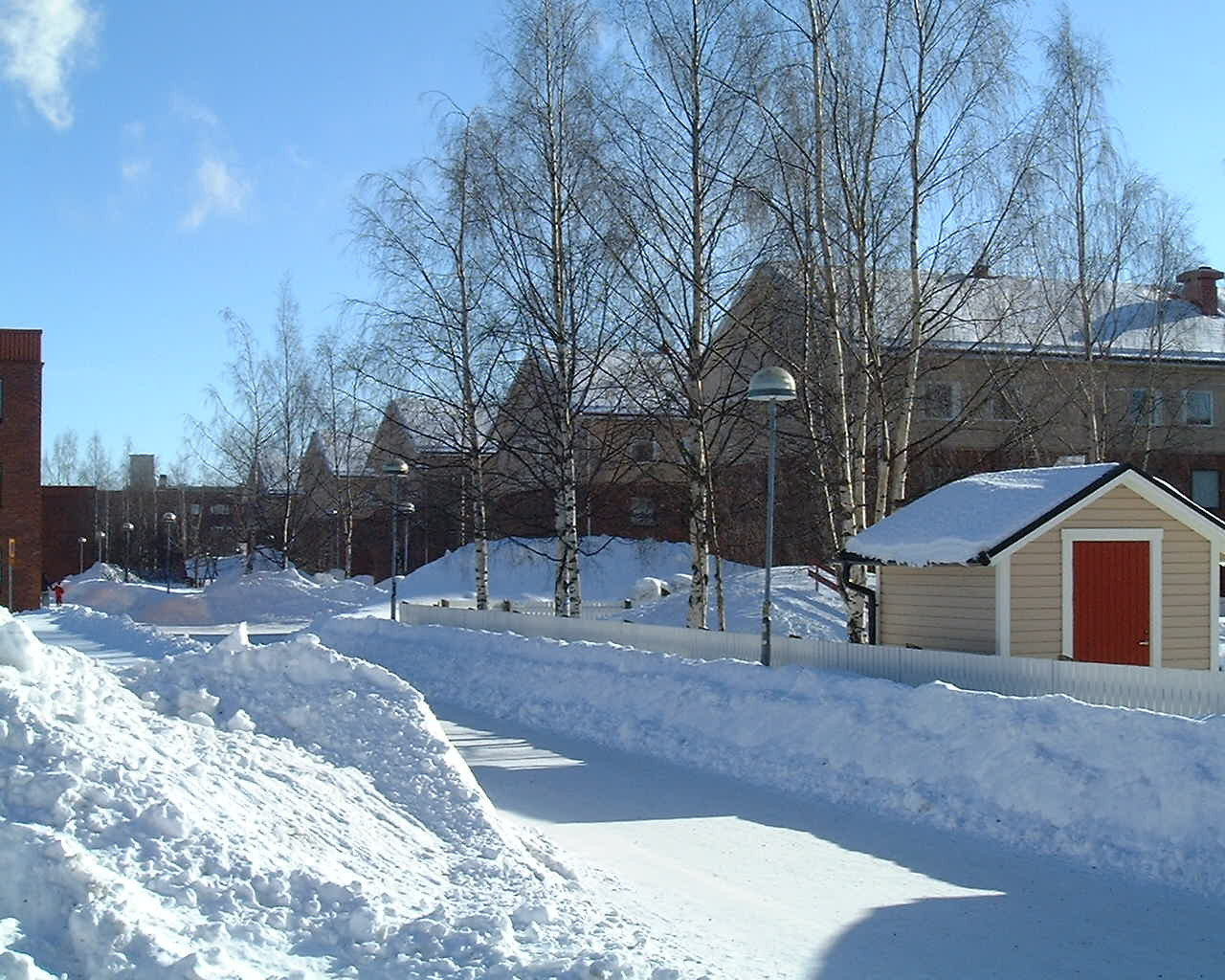
Studentbostäder på Historiegränd.
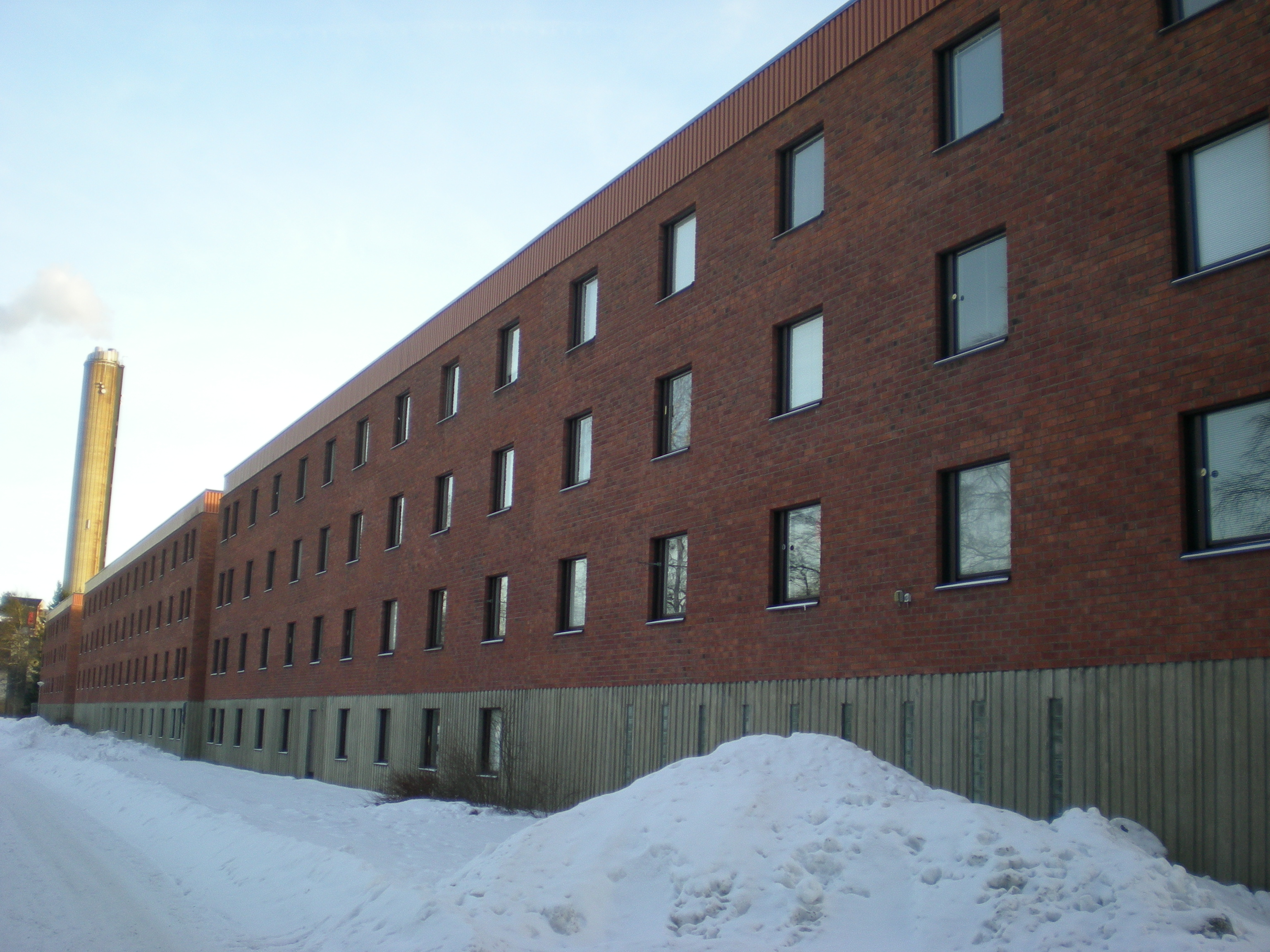
Lägenheter på Ålidhem.
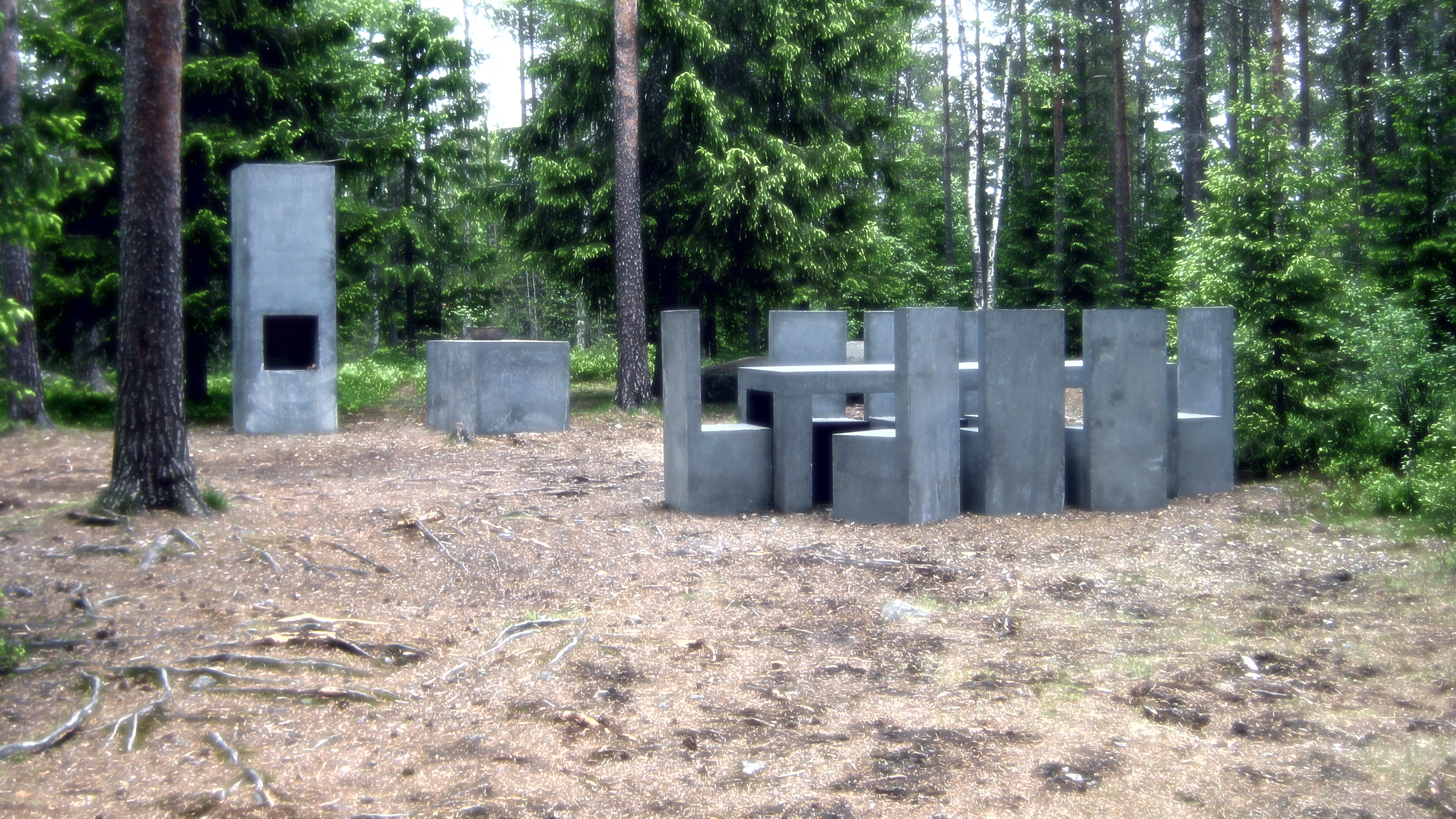
Installationer av Mariel Rosendahl i Ålidhemsparken.
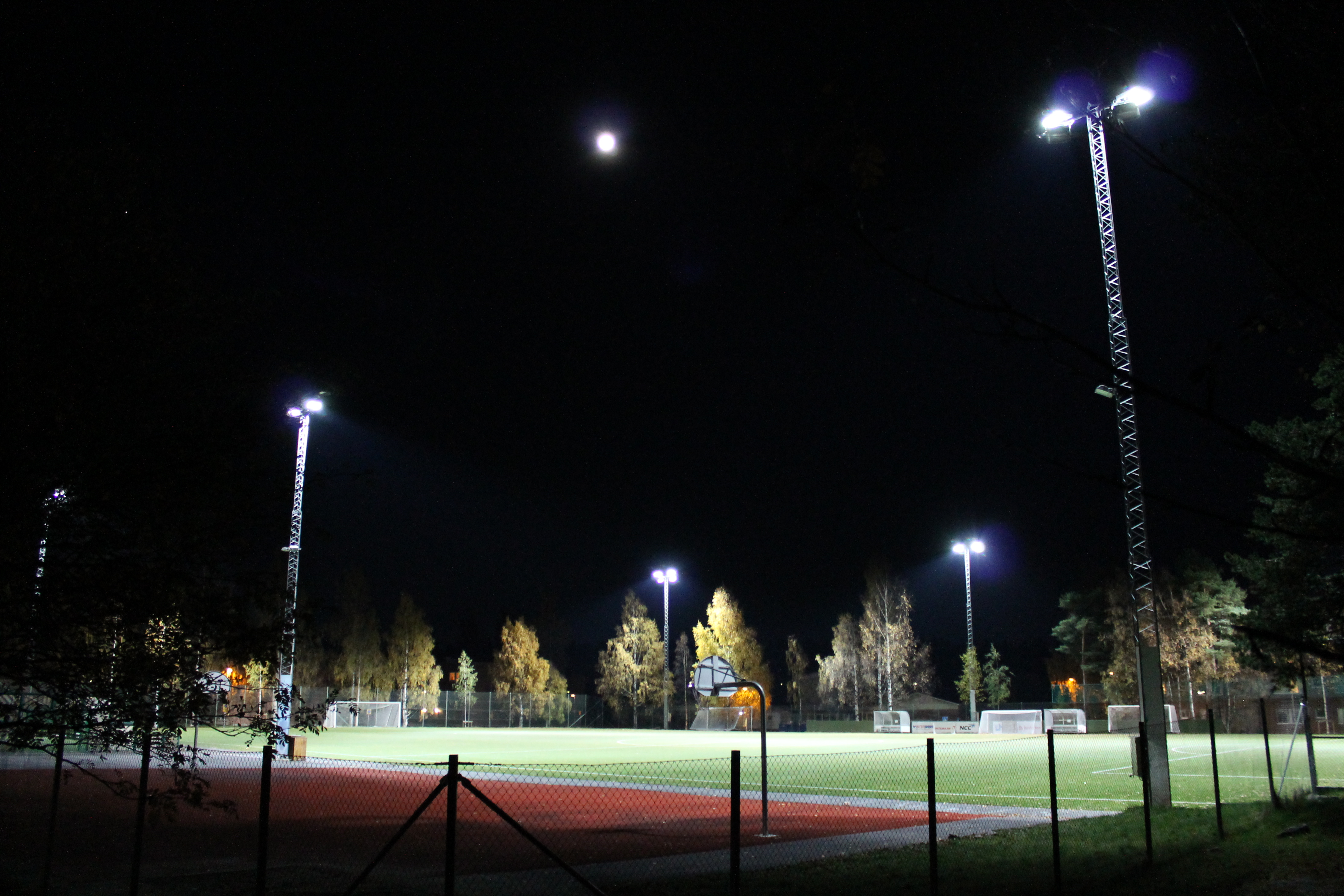
Idrottsplatsen Ålidhems arena.
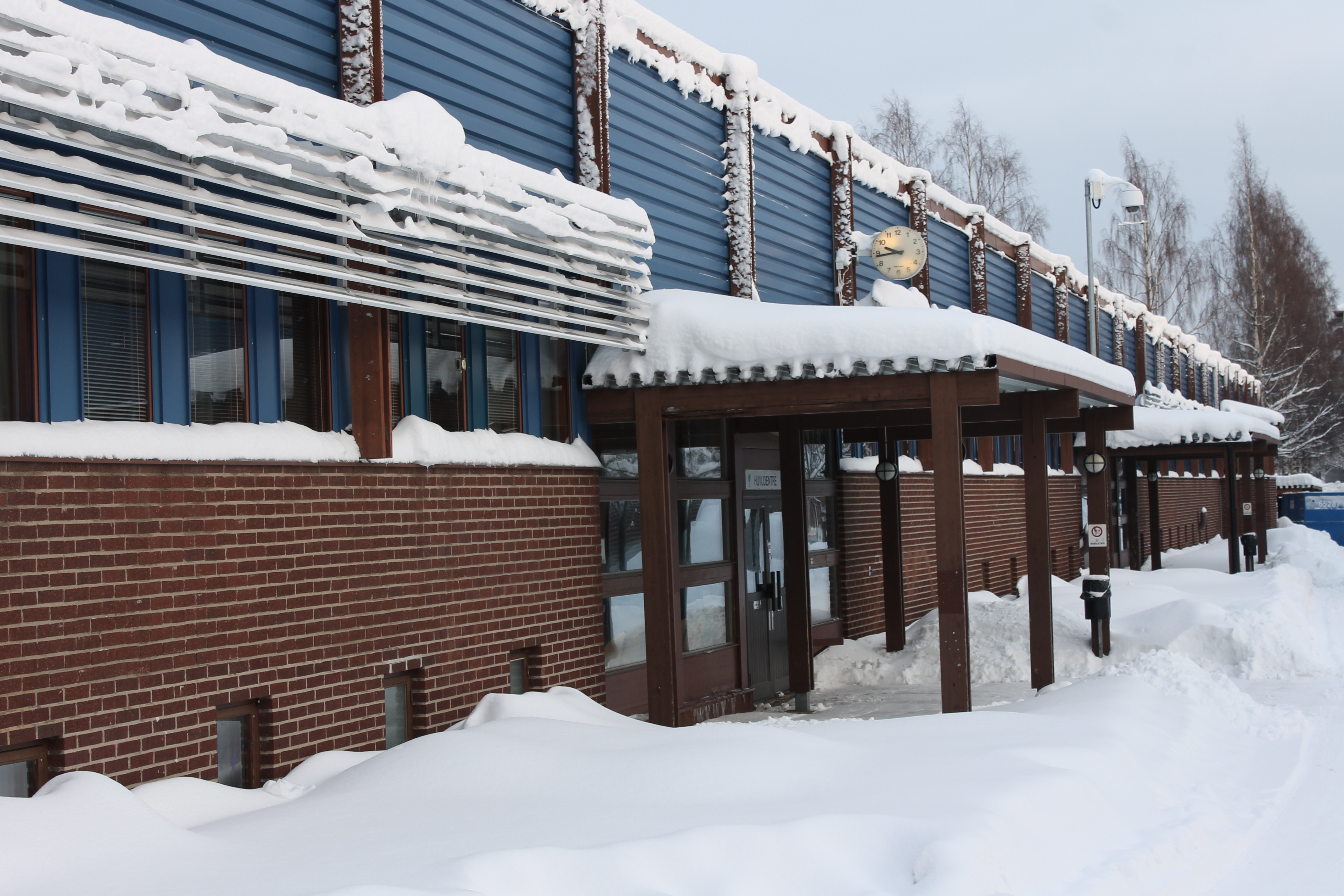
Norra Ålidhemskolan.
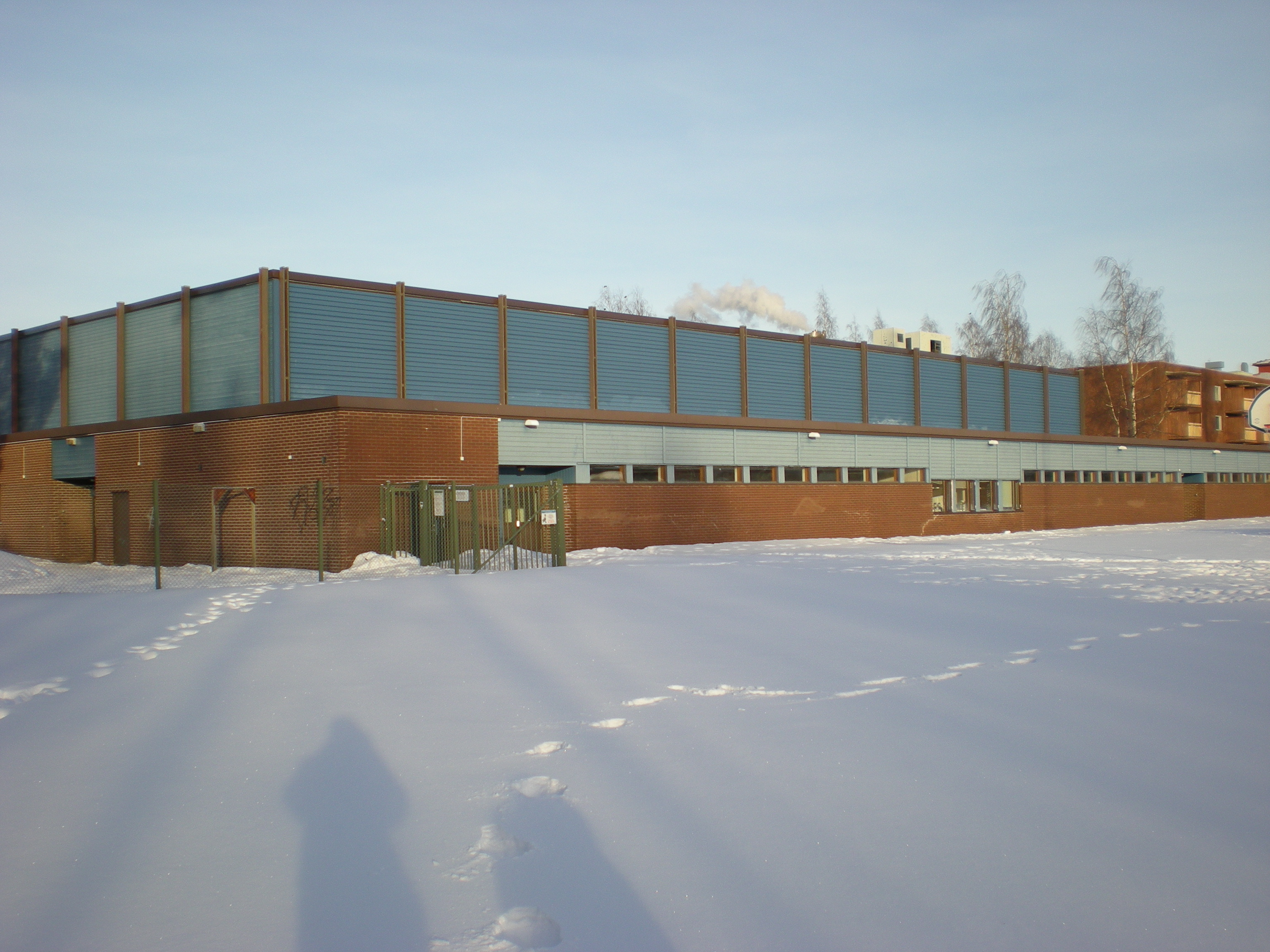
Ålidhemshallen med Språkgränd i bakgrunden.
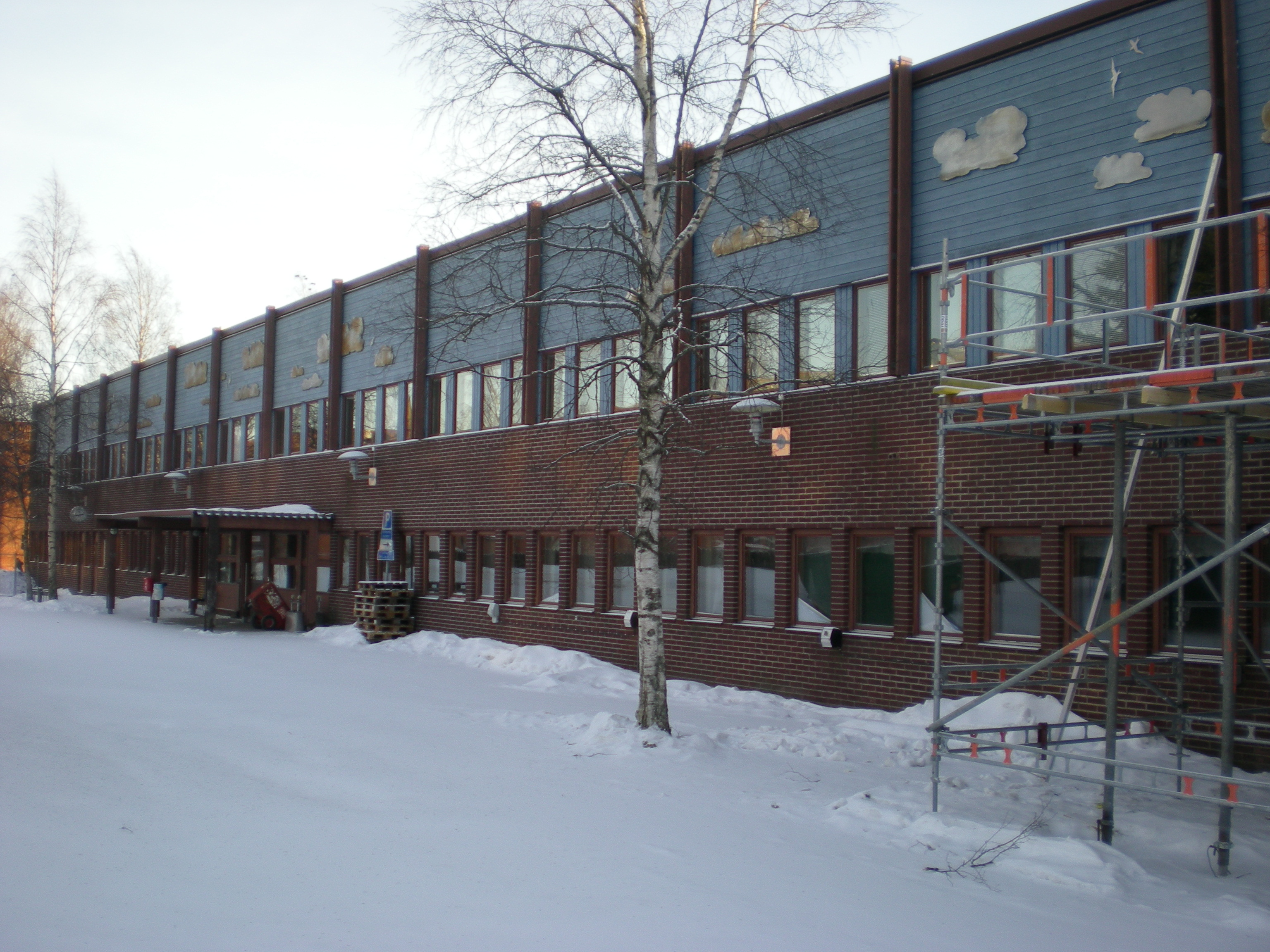
Norra Ålidhemsskolan.
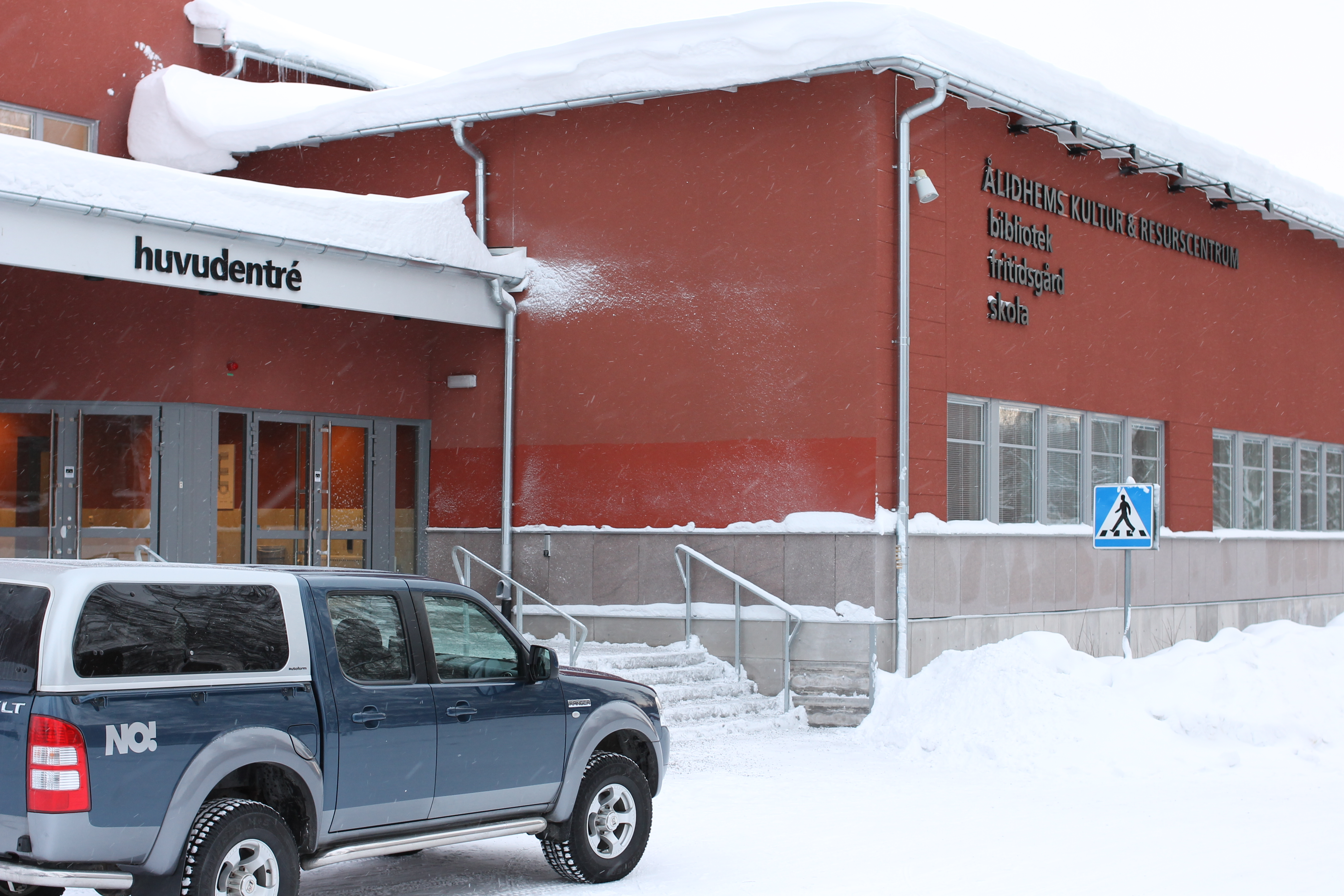
Ålidhems kultur- och resurscentrum.
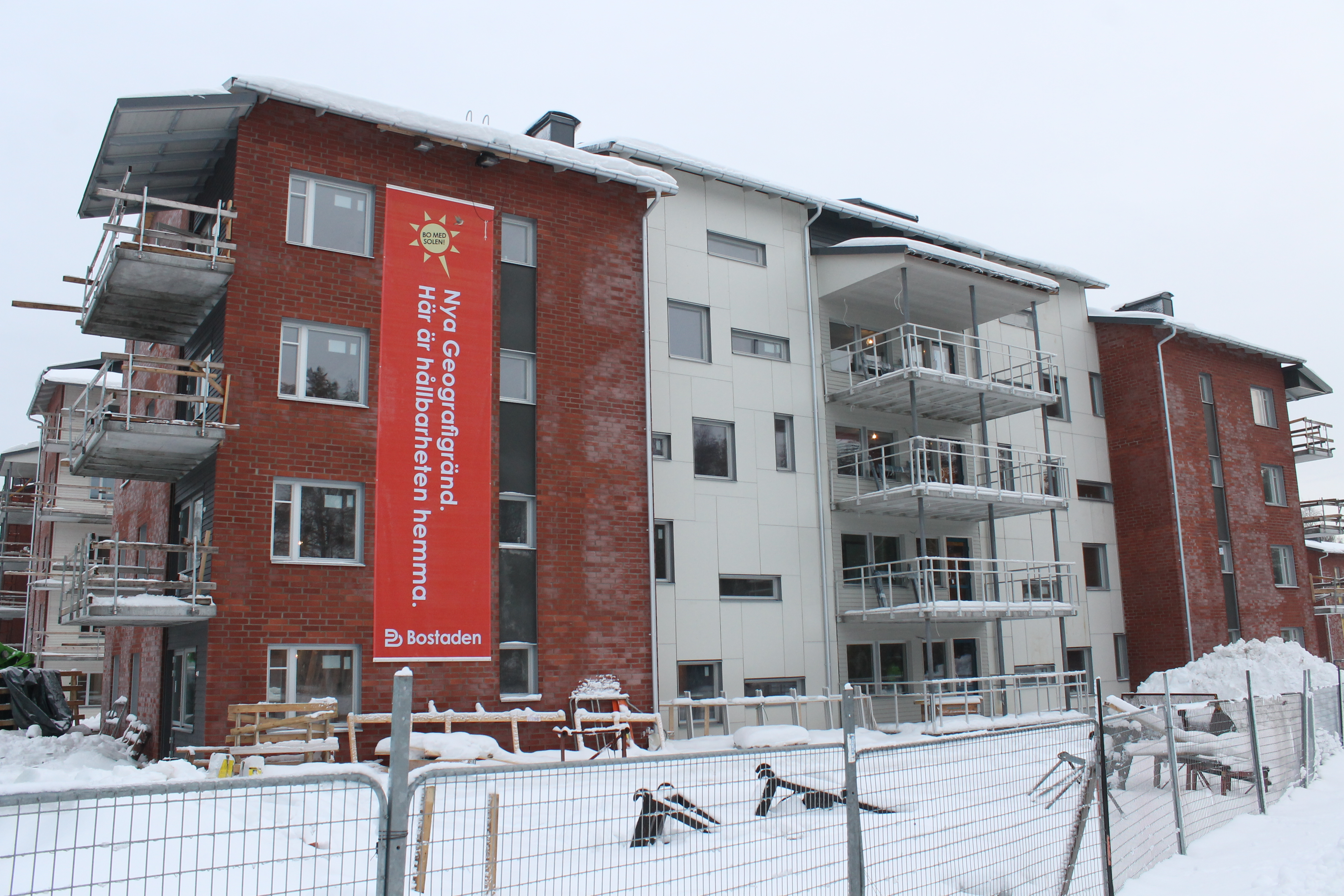
Bostäder på Geografigränd 2 under nyuppbyggnad 2010 efter brand 2009.